# Cancrincola
Cancrincola är ett släkte av kräftdjur. Cancrincola ingår i familjen Cancrincolidae.
Kladogram enligt Catalogue of Life:
| Cancrincola | \| \| Cancrincola abbreviata \| \| \| \| \| \| Cancrincola jamaicensis \| \| \| \| \| \| Cancrincola longiseta \| \| \| \| \| \| Cancrincola plumipes \| \| \| \| |
|             | \| \| Cancrincola abbreviata \| \| \| \| \| \| Cancrincola jamaicensis \| \| \| \| \| \| Cancrincola longiseta \| \| \| \| \| \| Cancrincola plumipes \| \| \| \| |
|             | Antillesia |
|             | |
|             | Cancrincola abbreviata |
|             | |
|             | Cancrincola jamaicensis |
|             | |
|             | Cancrincola longiseta |
|             | |
|             | Cancrincola plumipes |
|             | |

|  | Cancrincola abbreviata  |
|  |                         |
|  | Cancrincola jamaicensis |
|  |                         |
|  | Cancrincola longiseta   |
|  |                         |
|  | Cancrincola plumipes    |
|  |                         |